# تبرزین

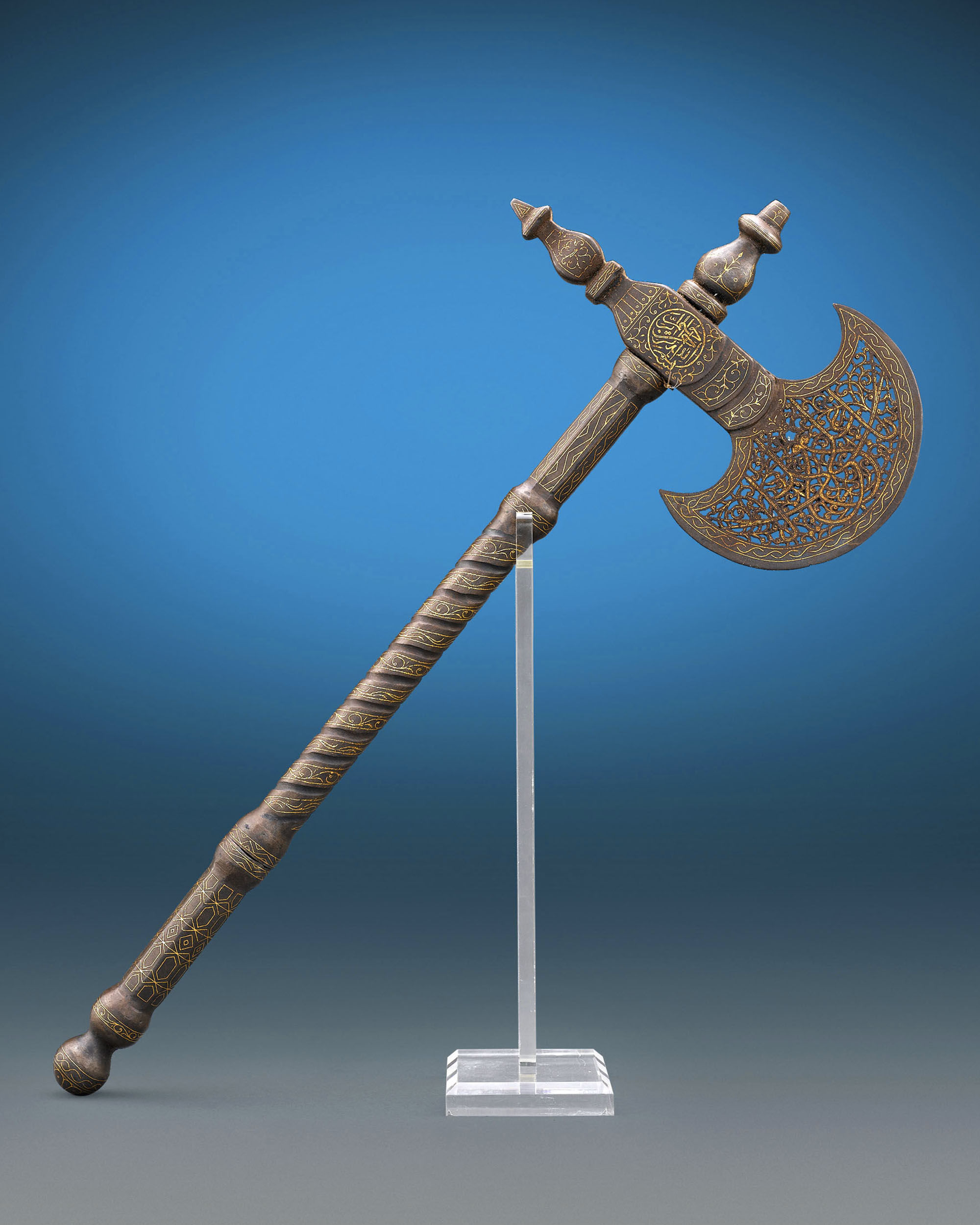
تبرزین دوره صفوی

تَبَرزین به تبرهای جنگی گفته می‌شود که مورد استفاده ایرانیان بوده و دارای دو تیغه برنده بوده تیغه اول برگ شکل بوده و مخصوص بریدن تیغه دوم مثل کلنگ بوده و مخصوص شکافت زره و کلاه خود ارتش دشمن بوده
تبرزین از ابزارهای جنگی در دوره هخامنشیان بود و در روزگار ساسانیان، از جنگ‌افزار ارتش و واحدهای چریکی ارتش ساسانی و هخامنشی بوده که برای تکه‌تکه کردن ارتش دشمنان به کار می‌رفته در دوره‌های بعد تبرزین تنها کارایی نظامی نداشته بلکه یک نماد مخصوص دراویش بود که چهره ایی عارفانه به وجود آورده‌است.